# Пролетарский проспект (Москва)
Пролета́рский проспе́кт — улица в районах Москворечье-Сабурово и Царицыно Южного административного округа города Москвы.
Проходит от Каширского шоссе до Кавказского бульвара, пересекает улицу Москворечье и Кантемировскую улицу с Проектируемым Проездом №5159, за Кавказским бульваром переходит в Луганскую улицу. Нумерация домов ведётся от Каширского шоссе. Проспект состоит из трёх полос движения в обе стороны.

## Происхождение названия
Назван в 1964 году в честь «передового революционного класса — пролетариата». Предполагалось, что он будет основной магистралью Пролетарского района, однако в 1969 году районное деление Москвы было изменено и значительная часть проспекта оказалась в Красногвардейском районе.

## История

### Проект
Пролетарский проспект предполагался как «магистраль от Солянки до Домодедовского аэропорта», однако единой магистрали так и не создали.

### Увеличение протяжённости проспекта
Начальный (северный) участок проспекта проложен в 1964 году по территории бывших сёл Новинки и Садовники (между Нагатинской набережной и Коломенским шоссе). В 1965 году возник южный участок проспекта между Каширским шоссе и Каспийской улицей, куда была включена Сосновая улица бывшего посёлка Ленино (между Кавказским бульваром и Каспийской улицей). В 1969 году после постройки Нагатинского моста через реку Москву северный участок проспекта был соединён с улицей Сайкина. В 1972 году северный и южный участки были соединены через поля бывшего села Дьяковское.

### Уменьшение протяжённости проспекта
В 1977 году участок проспекта между Кавказским бульваром и Каспийской улицей переименован в Луганскую улицу. В 1984 году часть проспекта севернее Каширского шоссе была переименована в проспект Андропова.

## Примечательные здания и сооружения

### по нечётной стороне
- Дом 7 — Жилой комплекс «Миллион Алых Роз», управа района «Москворечье-Сабурово».
- Дом 7, корпус 3 — школа № 1765 (начальная), гимназия № 1579.
- Дом 17, корпус 3 — детский сад № 800.
- Дом 19, корпус 3 — супермаркет «Перекрёсток», банк «Авангард», магазин детских товаров «Дети».
- Дом 21, корпус 2 — нотариальные услуги.
- Дом 23а — салон связи «Евросеть», салон связи «Связной», магазин «У Палыча», магазин «Рублёвские колбасы».
- Дом 25 — канцтовары «Школьник», ювелирный «ТЕМБОР», аптека «Имплозия», хозтовары «Золушка», стоматология «ИгрионДент».
- Дом 27 — Магазин продуктов «Кантемировский».
- Дом 29 — Московский кредитный банк (отделение Кантемировское), банкомат.
- Дом 31 — денежные переводы «Western Union» и «Contact».

### по чётной стороне
- Дом 2 — «KFC», торговый центр «Смолл Пролетарский», Супермаркет "Мираторг"
- Дом 4 — Психоневрологический диспансер № 18 ЮАО.
- Дом 6, корпус 1 — «Сбербанк».
- Дом 6, корпус 3 — Лицей № 1511 при МИФИ.
- Дом 8, корпус 1 — «Инком недвижимость».
- Дом 16, корпус 1 — Салон связи «Связной».
- Дом 18 — Многофункциональный центр района Москворечье-Сабурово.
- Дом 20 — «Новый книжный» магазин, магазин «Fix Price», почтовое отделение.
- Дом 24 Б — торговый центр «Пролетарский 24»
- Дом 30 — торгово-развлекательный центр «Ашан Пролетарский».

## Галерея

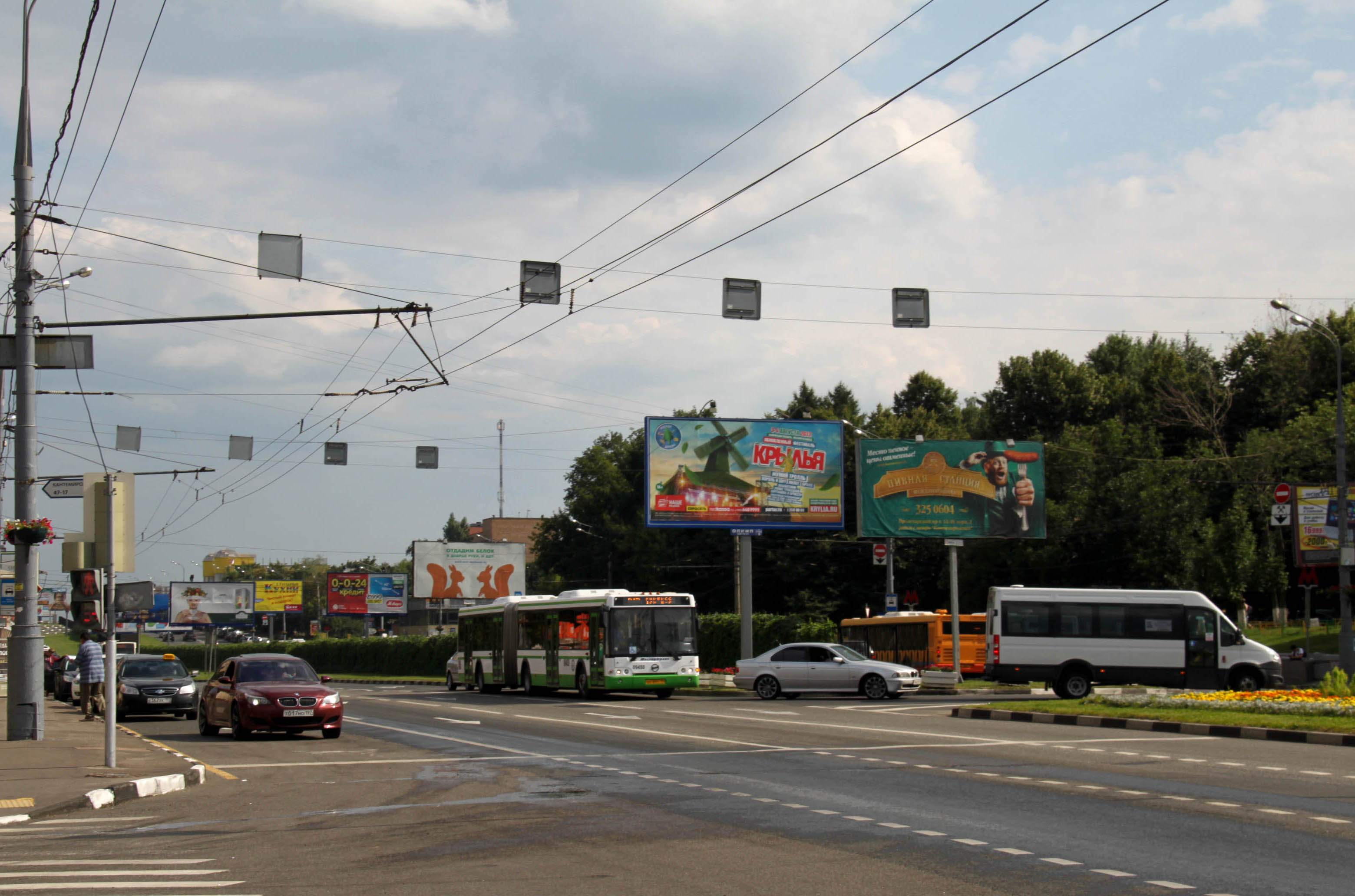
Пролетарский проспект у метро Кантемировская.
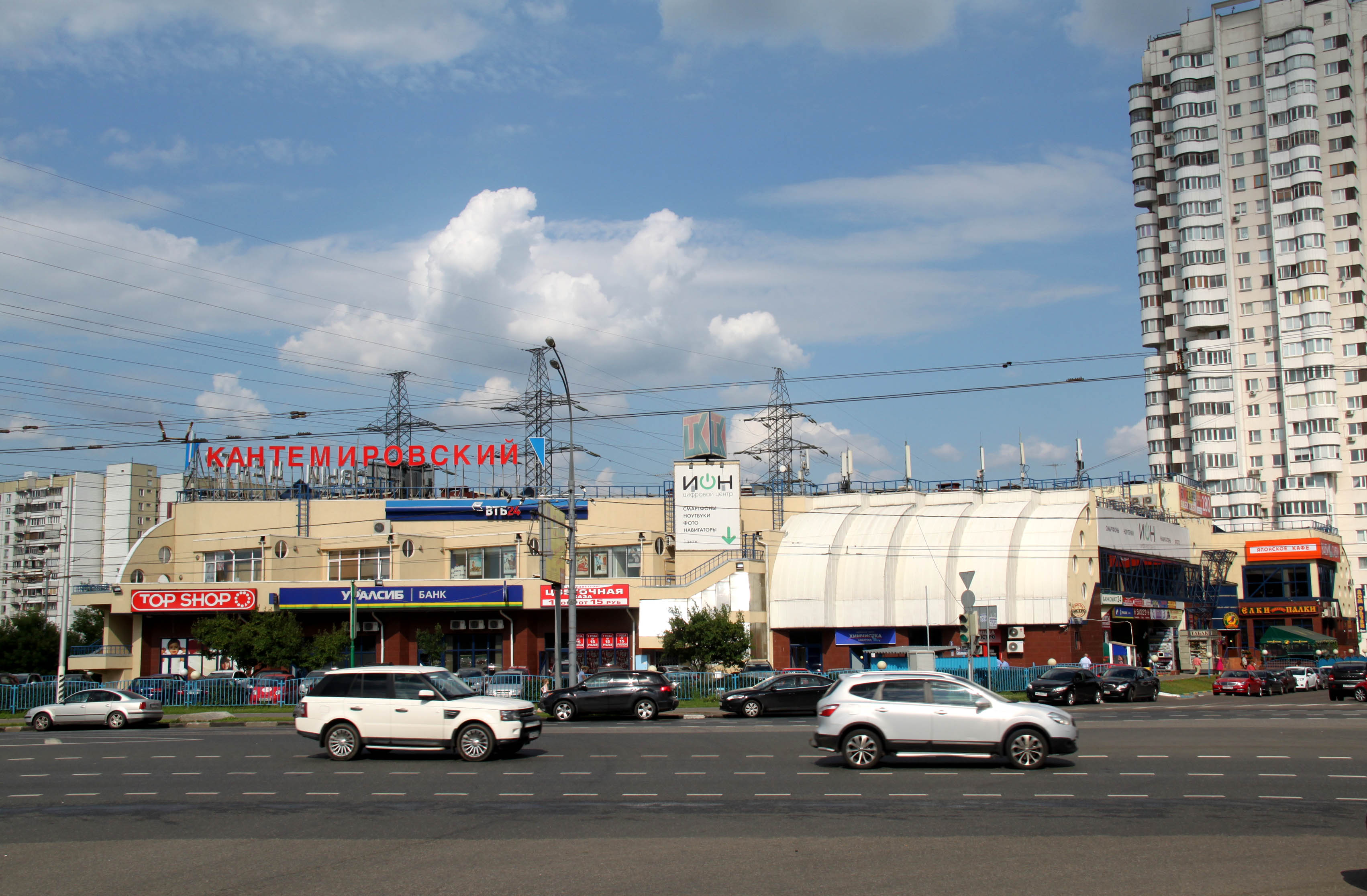
Торговый центр Кантемировский на Пролетарском проспекте.
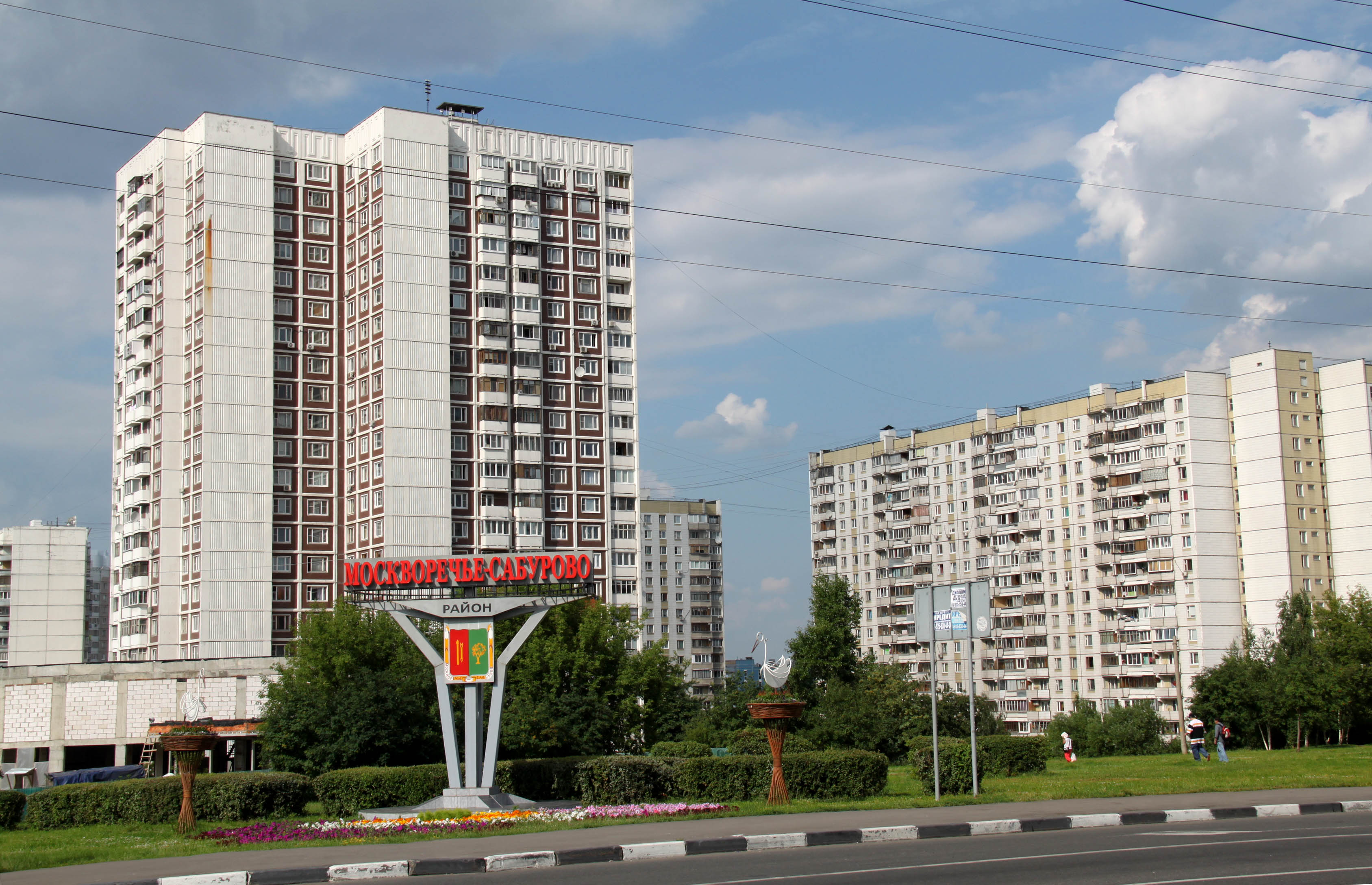
Район Москворечье-Сабурово по правой стороне проспекта в сторону центра.
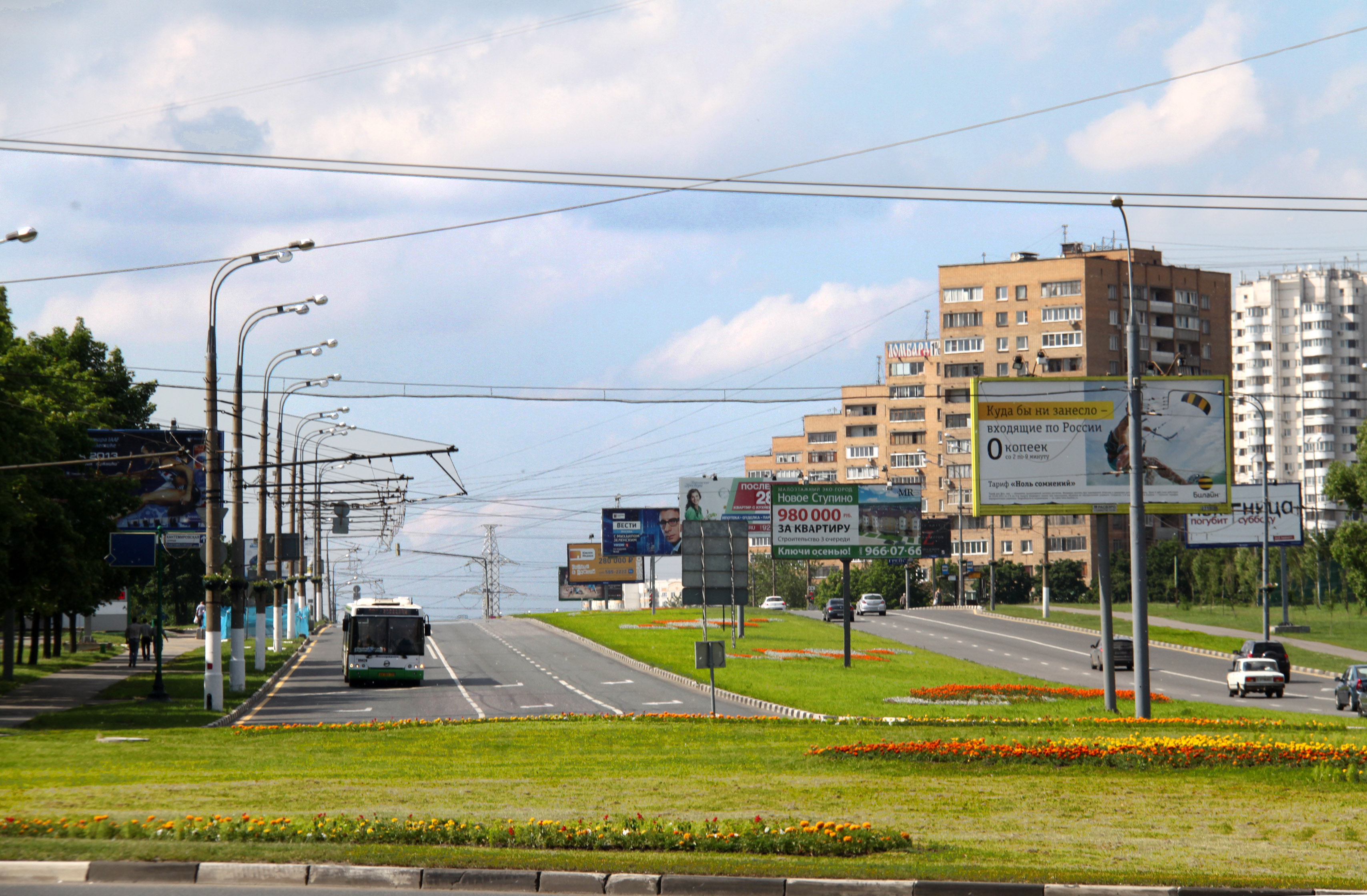
Пролетарский проспект Москвы. Вид с Луганской улицы.

## Транспорт
- От станции метро «Нагатинская» автобус 844.
- От станции метро «Марксистская» автобус е80.
- От станции метро «Китай-город» автобус н13.
- От станции метро «Каширская» автобусы с891, е80к.
- От станции метро «Кантемировская» автобусы 489, 818, м89, с839, с891.